# Paul Boesch
Pour les articles homonymes, voir Boesch.
Paul Boesch, né le 4 juin 1889 à Fribourg et décédé le 18 juin 1969 à Berne, est un artiste peintre et peintre héraldiste suisse, bourgeois héréditaire de la commune de Nesslau, résident de Berne.
Résidant à Berne, c'est au service de la république de Berne, du canton de Berne, et d'autres instances officielles, ainsi que d'associations et de familles, qu'il consacra son talent de peintre héraldiste.

## Œuvres
- Drapeau et armoiries de la République et canton du Jura, 1947;